# Zacryptocerus
Zacryptocerus é um gênero de insetos, pertencente a família Formicidae.

## Espécies
- Zacryptocerus femoralis
- Zacryptocerus multispinus
- Zacryptocerus minutus